# Tricoquimba
Tricoquimba is een geslacht van kreeftachtigen uit de klasse van de Ostracoda (mosselkreeftjes).

## Soorten
- Tricoquimba dihtzoui Hu & Tao, 2008
- Tricoquimba lupinulia Hu & Tao, 2008
- Tricoquimba sesamia Hu & Tao, 2008
- Tricoquimba shyaohaoi Hu & Tao, 2008
- Tricoquimba simplex (Hu, 1978)